# Globulostylis dewildeana
Espèce
Globulostylis dewildeana Sonké, O. Lachenaud & Dessein est une espèce de plantes tropicales de la famille des Rubiaceae et du genre Globulostylis, endémique du Cameroun.

## Étymologie
Son épithète spécifique dewildeana rend hommage au botaniste J. J. de Wilde. 

## Description
C'est un arbrisseau ou arbuste qui peut atteindre 4,5 m de hauteur.

## Distribution
Endémique du Cameroun, relativement rare, l'espèce est surtout présente dans la Région du Sud .